# Contea di Waupaca
La contea di Waupaca (in inglese, Waupaca County) è una contea dello Stato del Wisconsin, negli Stati Uniti d'America. La popolazione al censimento del 2000 era di 51 731 abitanti. Il capoluogo di contea è Waupaca.